# Acide hypoiodeux
« HIO » redirige ici. Pour les autres significations, voir HIO (homonymie).
L'acide hypoiodeux de formule HIO, est un acide faible composé d'un atome d'hydrogène, un d'oxygène et un d'iode.